# Rudolf Elstner
Rudolf Elstner (* 13. Oktober 1893 in Böhmen; † 12. August 1966 in Berlin) war ein deutscher Schachspieler und -schriftsteller. Sein größter Erfolg war der Gewinn der ersten DDR-Schachmeisterschaft 1950 in Sömmerda vor Wolfgang Pietzsch.

## Schachkarriere
Rudolf Elstner zählte zwischen 1920 und 1960 zu den stärksten Schachmeistern Berlins. Allerdings gelang es ihm nie, die Berliner Meisterschaft zu erringen. Ein 3. Platz hinter Kurt Richter und Ludwig Rellstab im Jahr 1936 war sein größter Erfolg, wobei er dem Sieger Richter als Einziger eine Niederlage beibrachte.
Am 19. und 20. Juli 1930 spielte er im Berliner Lunapark zwei Schaupartien mit lebenden Figuren gegen José Raúl Capablanca, der zu einem dreitägigen Aufenthalt in Berlin weilte. Beide Partien wurden im Mittelspiel in kritischer Stellung abgebrochen.
Elstner war ursprünglich von Beruf Gürtler, machte aber das Schach zu seinem Lebensinhalt. Vor dem Zweiten Weltkrieg war er jahrelang Leiter des Schachsaals im Moka Efti. Auch nach dem Krieg blieb er dieser Aufgabe treu und leitete das Schachcafé in der Yorckstraße 80 in Berlin. Das Café hatte täglich, außer mittwochs, geöffnet.
Die Jahre unmittelbar nach dem Zweiten Weltkrieg waren Elstners erfolgreichste Zeit, während er bereits 1940 die KdF-Gaumeisterschaft gewonnen hatte. 1947 wurde er Vierter in der Berliner Meisterschaft, im gleichen Jahr folgte ein dritter Platz bei der Meisterschaft der Sowjetischen Besatzungszone. 1950 gelang ihm der große Wurf: In Sömmerda gewann er die erste DDR-Meisterschaft.
Elstner wechselte in Berlin öfters seinen Wohnsitz und spielte für verschiedene Vereine. 1947 wurde er mit der Schachgruppe Friedenau (Friedenauer Schachgesellschaft) Berliner Blitzmeister. Bis Anfang der 1960er Jahre spielte er für die Schachgruppe der BSG Einheit Pankow im Osten Berlins. Gleichzeitig war er bereits seit 1950 Mitglied im Schach-Club Kreuzberg in West-Berlin, wo er auch wohnte. Der Deutsche Schachverband der DDR ermahnte ihn mehrfach wegen dieser Grenzgänge. Am 22. Mai 1959 entschied das DSV-Präsidium, Elstner für vom 1. April 1959 bis 31. März 1960 zu sperren. Dem Kreuzberger Klub blieb er bis zu seinem Tod treu und erhielt dort auch die Ehrenmitgliedschaft.

## Bücher
- Wir bitten zum Schachbrett. Caissa-Verlag, Weidenau 1949 (gemeinsam mit Hans-Werner von Massow).